# Strandlabdarúgás a 2015. évi Európa-játékokon
A 2015. évi Európa-játékokon a strandlabdarúgótornát június 24. és 28. között tartották. A tornán 8 nemzet csapata vett részt.

## Éremtáblázat
|          | Ország            | Arany | Ezüst | Bronz | Összesen |
| 1.       | Oroszország (RUS) | 1     | 0     | 0     | 1        |
|          |                   |       |       |       |          |
| 2.       | Olaszország (ITA) | 0     | 1     | 0     | 1        |
|          |                   |       |       |       |          |
| 3.       | Portugália (POR)  | 0     | 0     | 1     | 1        |
| Összesen | Összesen          | 1     | 1     | 1     | 3        |

## Érmesek
| A 2015. évi Európa-játékok érmesei strandlabdarúgásban | A 2015. évi Európa-játékok érmesei strandlabdarúgásban | A 2015. évi Európa-játékok érmesei strandlabdarúgásban | A 2015. évi Európa-játékok érmesei strandlabdarúgásban |
| ------------------------------------------------------ | ------------------------------------------------------ | ------------------------------------------------------ | ------------------------------------------------------ |
| arany                                                  | ezüst                                                  | bronz                                                  |                                                        |
| Oroszország (RUS)                                      | Olaszország (ITA)                                      | Portugália (POR)                                       |                                                        |

## Résztvevők
| - Azerbajdzsán (AZE) - Magyarország (HUN) - Olaszország (ITA) - Portugália (POR) | - Oroszország (RUS) - Spanyolország (ESP) - Svájc (SUI) - Ukrajna (UKR) |

## Eredmények
A csoportkörben minden csapat a másik három csapattal egy-egy mérkőzést játszik, így összesen 6 mérkőzésre kerül sor mind a két csoportban. A csoportokból az első két helyezett jut tovább az elődöntőbe, a további helyezettek helyosztókat játszanak az 5-8. helyért.

### Csoportkör
| Színmagyarázat                                                                      |
| ----------------------------------------------------------------------------------- |
| A csoportok első két helyezettje bejut az elődöntőbe.                               |
| A csoportok harmadik és negyedik helyezettjei helyosztót játszanak az 5–8. helyért. |

Az időpontok helyi idő szerint, zárójelben magyar idő szerint értendők.

#### A csoport
| Csapat             | J | Gy | D | V | Rg | Kg | Gk | P |
| ------------------ | - | -- | - | - | -- | -- | -- | - |
| Portugália (POR)   | 3 | 2  | 1 | 0 | 17 | 13 | +4 | 8 |
| Svájc (SUI)        | 3 | 2  | 0 | 1 | 17 | 14 | +3 | 6 |
| Ukrajna (UKR)      | 3 | 1  | 1 | 1 | 11 | 11 | 0  | 3 |
| Azerbajdzsán (AZE) | 3 | 0  | 0 | 3 | 9  | 16 | -7 | 0 |

| 2015. június 24. 17:30 (14:30) |

| Portugália (POR) | 6–5 | Svájc (SUI) |
| ---------------- | --- | ----------- |
|                  |     |             |

| Beach Arena, Baku |

| 2015. június 24. 20:30 (17:30) |

| Ukrajna (UKR) | 3–1 | Azerbajdzsán (AZE) |
| ------------- | --- | ------------------ |
|               |     |                    |

| Beach Arena, Baku |

| 2015. június 25. 17:30 (14:30) |

| Portugália (POR) | 5–4 | Ukrajna (UKR) |
| ---------------- | --- | ------------- |
|                  |     |               |

| Beach Arena, Baku |

| 2015. június 25. 20:30 (17:30) |

| Azerbajdzsán (AZE) | 4–7 | Svájc (SUI) |
| ------------------ | --- | ----------- |
|                    |     |             |

| Beach Arena, Baku |

| 2015. június 26. 17:30 (14:30) |

| Svájc (SUI) | 5–4 | Ukrajna (UKR) |
| ----------- | --- | ------------- |
|             |     |               |

| Beach Arena, Baku |

| 2015. június 26. 20:30 (17:30) |

| Azerbajdzsán (AZE) | 4–6 | Portugália (POR) |
| ------------------ | --- | ---------------- |
|                    |     |                  |

| Beach Arena, Baku |

#### B csoport
| Csapat              | J | Gy | D | V | Rg | Kg | Gk | P |
| ------------------- | - | -- | - | - | -- | -- | -- | - |
| Olaszország (ITA)   | 3 | 2  | 1 | 0 | 12 | 9  | +3 | 6 |
| Oroszország (RUS)   | 3 | 2  | 0 | 1 | 14 | 12 | +2 | 6 |
| Spanyolország (ESP) | 3 | 1  | 1 | 1 | 9  | 8  | +1 | 4 |
| Magyarország (HUN)  | 3 | 0  | 0 | 3 | 9  | 15 | -6 | 0 |

| 2015. június 24. 16:00 (13:00) |

| Spanyolország (ESP) | 1–1 (1–3 büntetőkkel) | Olaszország (ITA) |
| ------------------- | --------------------- | ----------------- |
|                     |                       |                   |

| Beach Arena, Baku |

| 2015. június 24. 19:00 (16:00) |

| Magyarország (HUN) | 3–5 | Oroszország (RUS) |
| ------------------ | --- | ----------------- |
|                    |     |                   |

| Beach Arena, Baku |

| 2015. június 25. 16:00 (13:00) |

| Spanyolország (ESP) | 5–2 | Magyarország (HUN) |
| ------------------- | --- | ------------------ |
|                     |     |                    |

| Beach Arena, Baku |

| 2015. június 25. 19:00 (16:00) |

| Oroszország (RUS) | 4–6 | Olaszország (ITA) |
| ----------------- | --- | ----------------- |
|                   |     |                   |

| Beach Arena, Baku |

| 2015. június 26. 16:00 (13:00) |

| Olaszország (ITA) | 5–4 | Magyarország (HUN) |
| ----------------- | --- | ------------------ |
|                   |     |                    |

| Beach Arena, Baku |

| 2015. június 26. 19:00 (16:00) |

| Oroszország (RUS) | 5–3 | Spanyolország (ESP) |
| ----------------- | --- | ------------------- |
|                   |     |                     |

| Beach Arena, Baku |

### Helyosztók

#### Az 5–8. helyért
| 2015. június 27. 16:00 (13:00) |

| Ukrajna (UKR) | 4–2 | Magyarország (HUN) |
| ------------- | --- | ------------------ |
|               |     |                    |

| Beach Arena, Baku |

| 2015. június 27. 17:30 (14:30) |

| Spanyolország (ESP) | 3–1 | Azerbajdzsán (AZE) |
| ------------------- | --- | ------------------ |
|                     |     |                    |

| Beach Arena, Baku |

#### A 7. helyért
| 2015. június 28. 11:30 (8:30) |

| Magyarország (HUN) | 3–2 | Azerbajdzsán (AZE) |
| ------------------ | --- | ------------------ |
|                    |     |                    |

| Beach Arena, Baku |

#### Az 5. helyért
| 2015. június 28. 13:00 (10:00) |

| Ukrajna (UKR) | 3–6 | Spanyolország (ESP) |
| ------------- | --- | ------------------- |
|               |     |                     |

| Beach Arena, Baku |

### Egyenes kieséses szakasz
|  |                   |                   |                   |                   |   |                   |                   |       |
|  | Elődöntők         | Elődöntők         | Elődöntők         |                   |   | Döntő             | Döntő             | Döntő |
|  | Elődöntők         | Elődöntők         | Elődöntők         |                   |   | Döntő             | Döntő             | Döntő |
|  | június 27.        |                   |                   |                   |   |                   |                   |       |
|  |                   |                   |                   |                   |   |                   |                   |       |
|  | Olaszország (ITA) | Olaszország (ITA) | 7                 |                   |   |                   |                   |       |
|  | Olaszország (ITA) | Olaszország (ITA) | 7                 | június 28.        |   |                   |                   |       |
|  | Svájc (SUI)       | Svájc (SUI)       | 4                 |                   |   |                   |                   |       |
|  | Svájc (SUI)       | Svájc (SUI)       | 4                 |                   |   | Olaszország (ITA) | Olaszország (ITA) | 2     |
|  | június 27.        |                   |                   |                   |   | Olaszország (ITA) | Olaszország (ITA) | 2     |
|  |                   |                   | Oroszország (RUS) | Oroszország (RUS) | 3 |                   |                   |       |
|  | Portugália (POR)  | Portugália (POR)  | Oroszország (RUS) | Oroszország (RUS) | 3 | 1                 |                   |       |
|  | Portugália (POR)  | Portugália (POR)  |                   |                   |   |                   |                   |       |
|  | Oroszország (RUS) | Oroszország (RUS) | 2                 |                   |   |                   |                   |       |
|  | Oroszország (RUS) | Oroszország (RUS) | 2                 | Bronzmérkőzés     |   |                   |                   |       |
|  |                   |                   |                   |                   |   |                   |                   |       |
|  | június 28.        |                   |                   |                   |   |                   |                   |       |
|  |                   |                   |                   |                   |   |                   |                   |       |
|  | Svájc (SUI)       | Svájc (SUI)       | 5                 |                   |   |                   |                   |       |
|  | Svájc (SUI)       | Svájc (SUI)       | 5                 |                   |   |                   |                   |       |
|  | Portugália (POR)  | Portugália (POR)  | 6                 |                   |   |                   |                   |       |
|  | Portugália (POR)  | Portugália (POR)  | 6                 |                   |   |                   |                   |       |

#### Elődöntők
| 2015. június 27. 19:00 (16:00) |

| Portugália (POR) | 1–2 | Oroszország (RUS) |
| ---------------- | --- | ----------------- |
|                  |     |                   |

| Beach Arena, Baku |

| 2015. június 27. 20:30 (17:30) |

| Olaszország (ITA) | 7–4 | Svájc (SUI) |
| ----------------- | --- | ----------- |
|                   |     |             |

| Beach Arena, Baku |

#### Bronzmérkőzés
| 2015. június 28. 14:30 (11:30) |

| Portugália (POR) | 6–5 | Svájc (SUI) |
| ---------------- | --- | ----------- |
|                  |     |             |

| Beach Arena, Baku |

#### Döntő
| 2015. június 28. 16:00 (13:00) |

| Olaszország (ITA) | 2–3 | Oroszország (RUS) |
| ----------------- | --- | ----------------- |
|                   |     |                   |

| Beach Arena, Baku |